# Daucosma
- Commons
- Wikispecies

Daucosma é um género botânico pertencente à família Apiaceae.